# Оболонська набережна
Оболо́нська на́бережна — вулиця в Оболонському районі міста Києва, житловий масив Оболонь. Пролягає від вздовж затоки Оболонь р. Дніпро від урочища Наталка (юридично — від Північного мосту) до Прирічної вулиці.

## Історія
Перші поселення на місці Оболоні були з незапам'ятних часів. Тут жили племена скотарів. Це довів ще відомий вітчизняний археолог Вікентій Хвойка. Там навіть був встановлений великий ідол покровителю домашньої худоби, богу Велесу.
У 1897 році на Оболонській затоці почалося будівництво гавані за проєктом відомого інженера Миколи Максимовича. Після завершення будівництва в 1899 році ревізійна комісія виявила ряд недоліків. Збиток для міської скарбниці склав близько ста тисяч рублів.
У 1939 році в рамках радянської оборонної програми на Оболоні розгорнулося секретне будівництво. Проєктом передбачалося спорудження під Дніпром стратегічної залізниці. На будівництві працювало близько 12 тисяч осіб. Але в 1941 році почалася війна, і всі роботи згорнули далеко до завершення. Тепер в урочищі Наталка про цей утопічний проєкт нагадує величезний залізобетонний Кесон.
Уздовж урочища Наталка в середині 1970-х років облаштована захисна дамба, що дозволила намити необхідний для будівництва житлового масиву шар піску. За первісним проєктом Оболоні уздовж Дніпра повинні були розташовуватися унікальні громадські будівлі. Будівництво їх відкладалося на більш пізній період, як і в багатьох інших житлових масивах Києва. Тому Оболонська набережна була упорядкована тільки в середині 2000-х років разом з будівництвом на цій території житлового мікрорайону №3а (Оазис). Забудовою займалася Творча Архітектурна Майстерня Валентина Ісака. За першу чергу благоустрою набережної творчий колектив удостоєний Державної премії України в галузі архітектури в 2003 році. Сучасну назву присвоєно набережній також з 2003 року.

## Визначні об'єкти
- Житловий хмарочос Оболонська набережна, 1
- Сад каменів (№ 3)
- Парк «Наталка»
- Церква Різдва Христового  (№ 5)
- Свято-Покровський собор
- Київський Гольф Центр (№ 20)
- Оболонський пляж

## Галерея

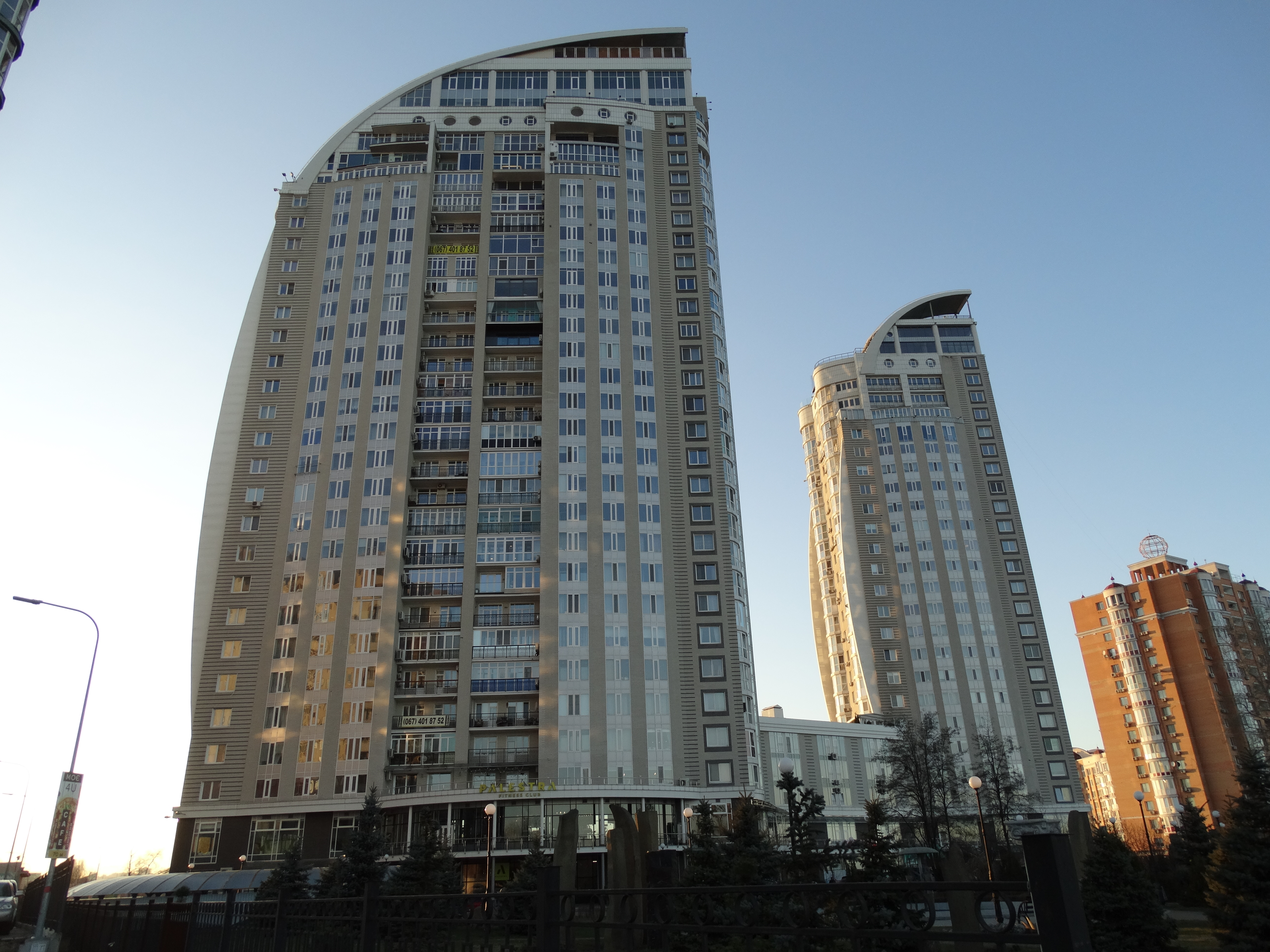
№ 1
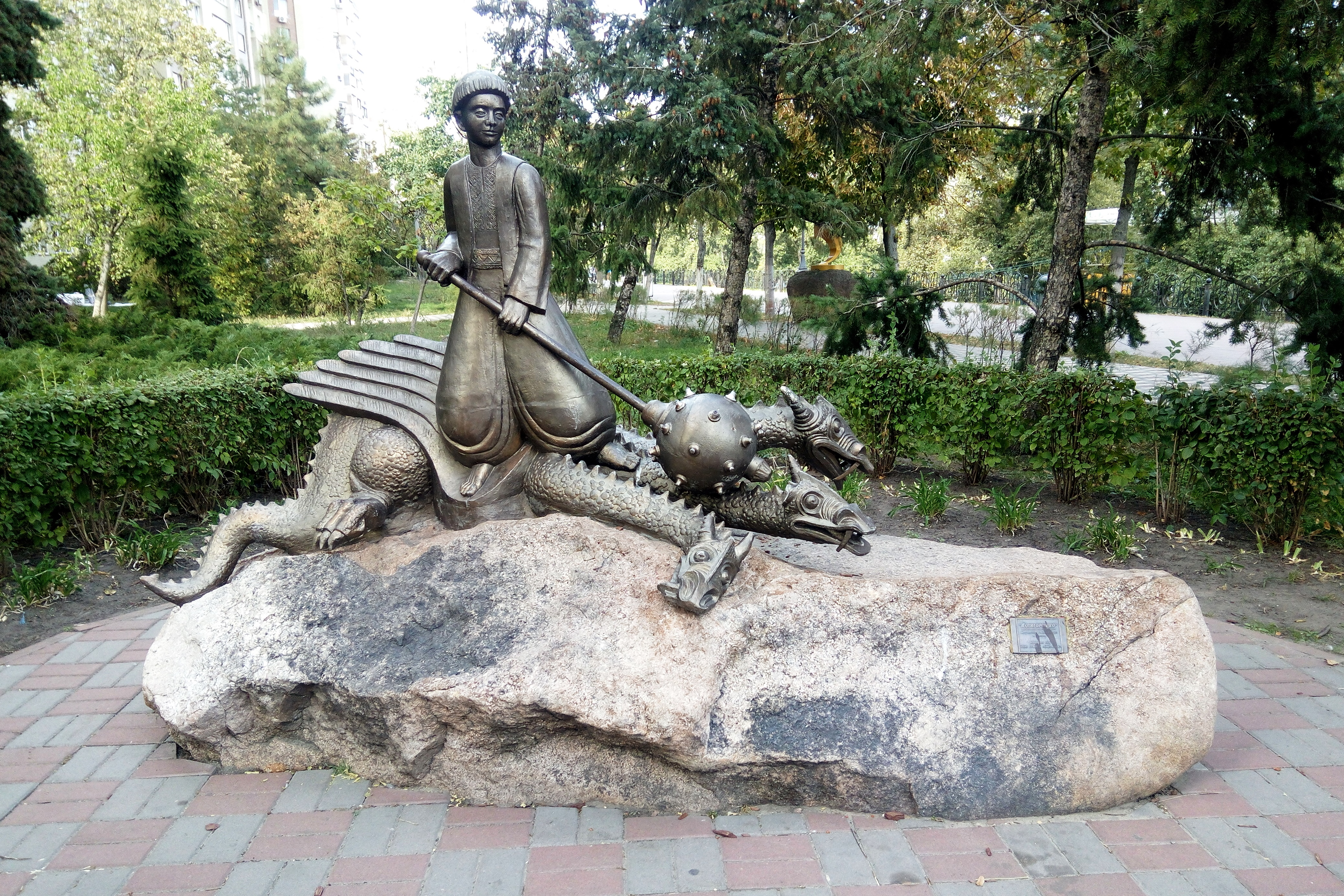
Котигорошко
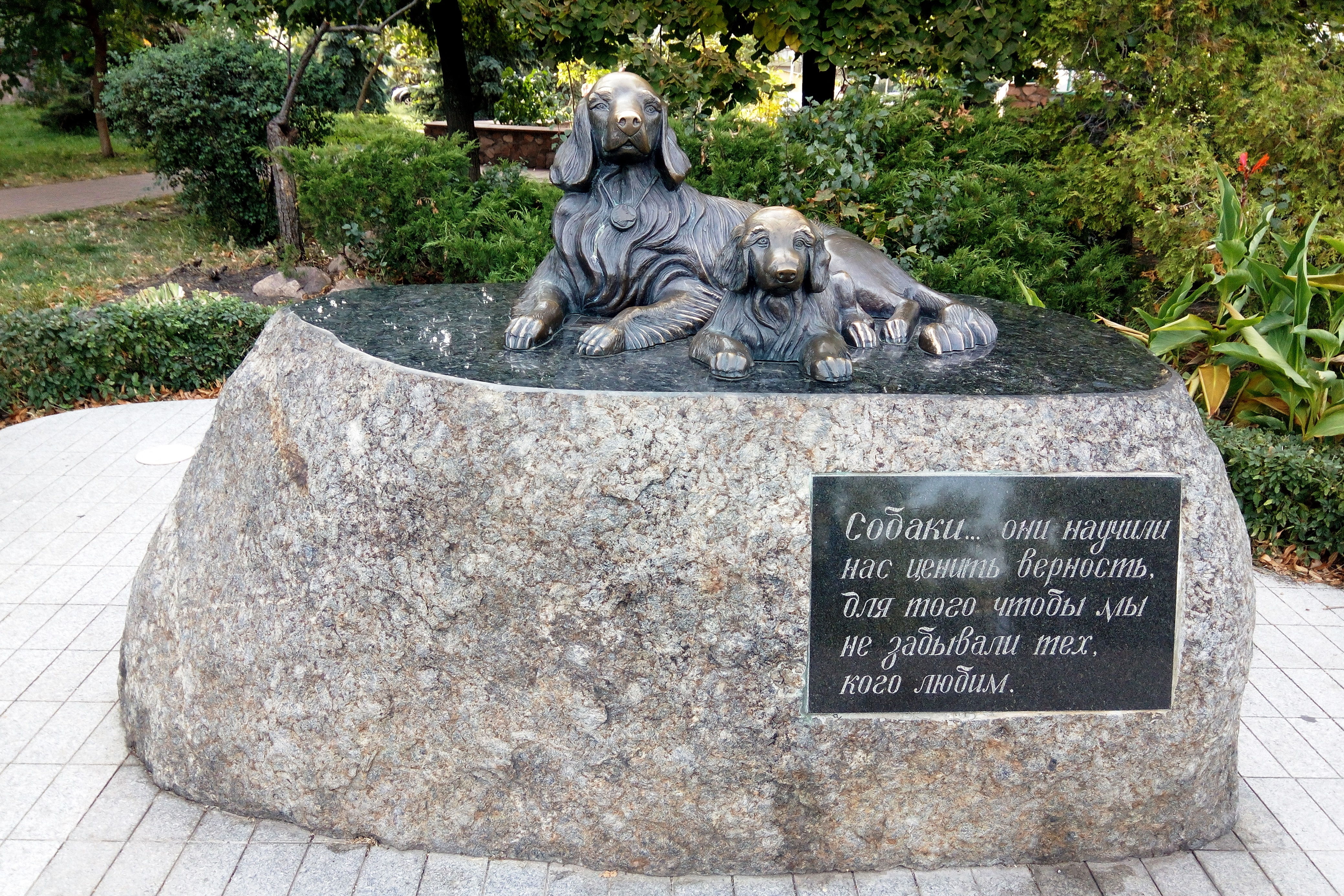
Ретривери
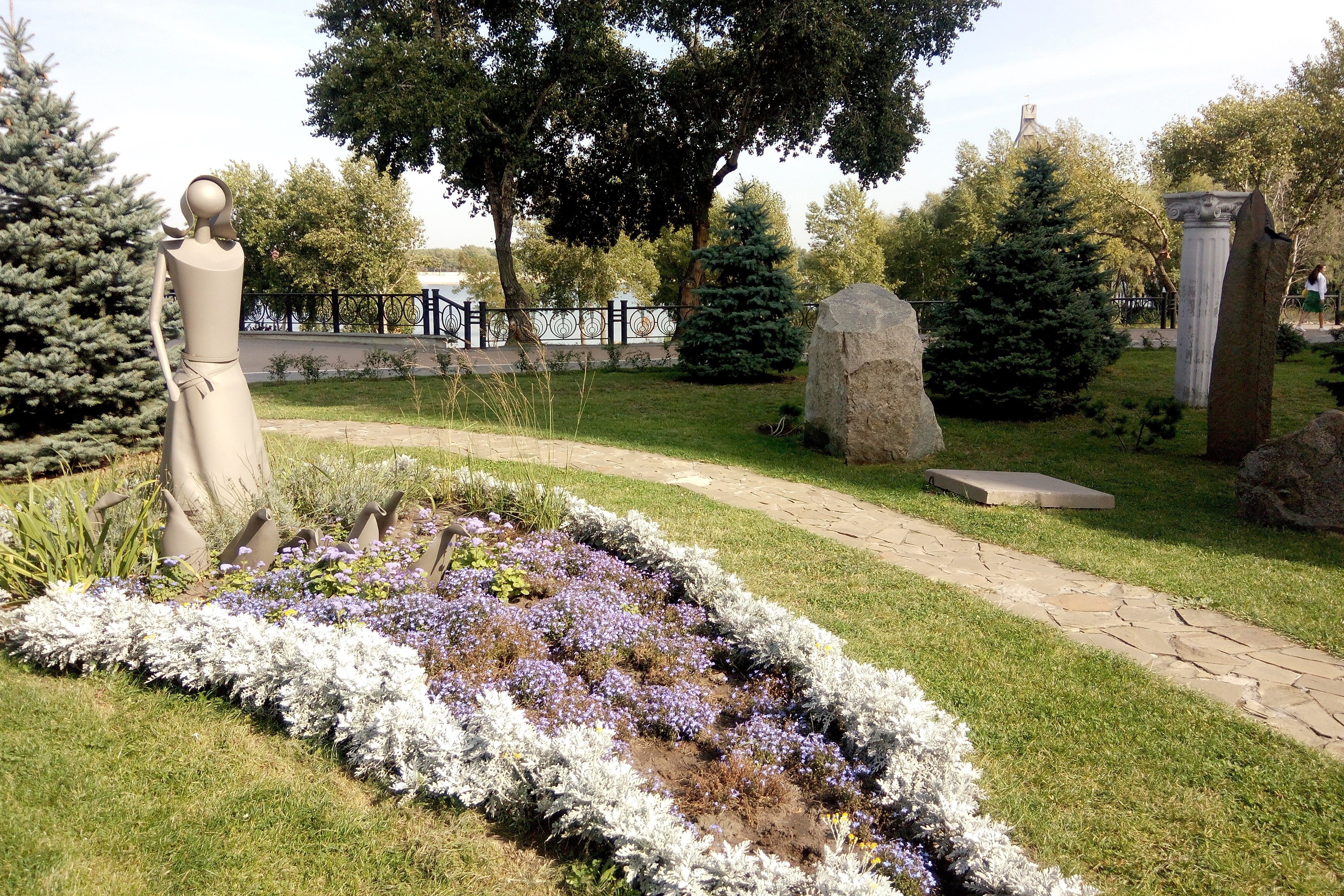
Скульптура в "Саду каменів"
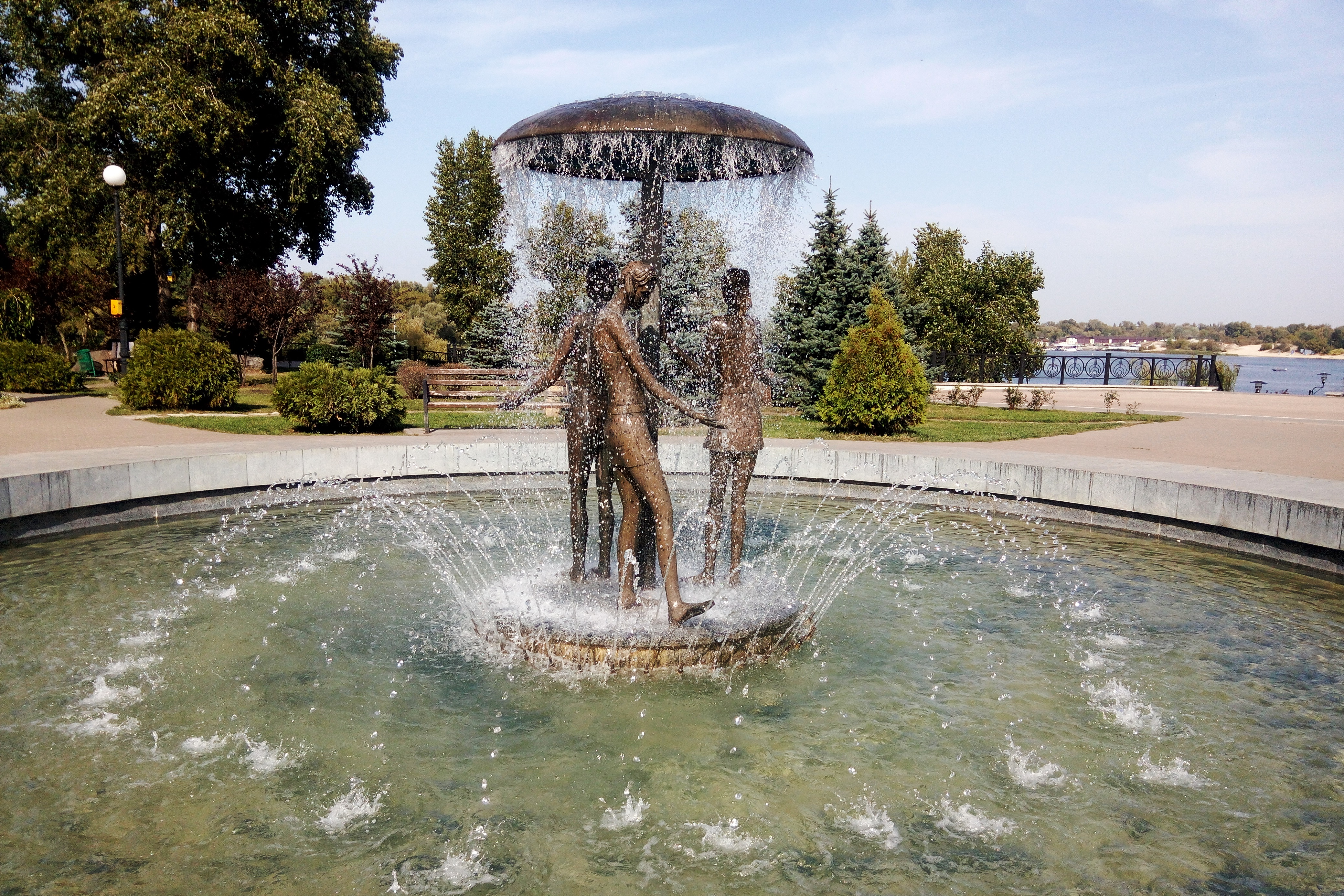
Фонтан
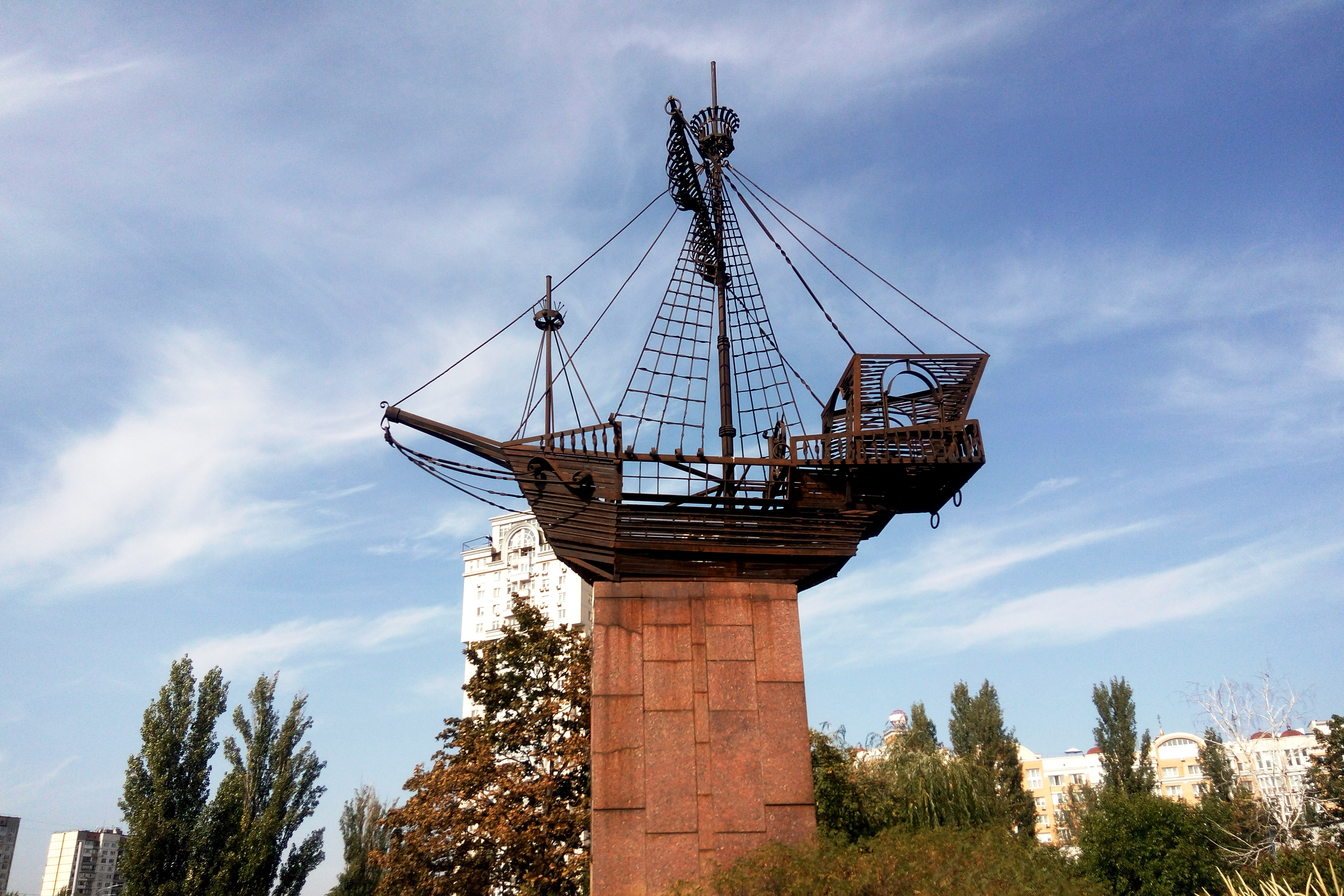
Фрегат
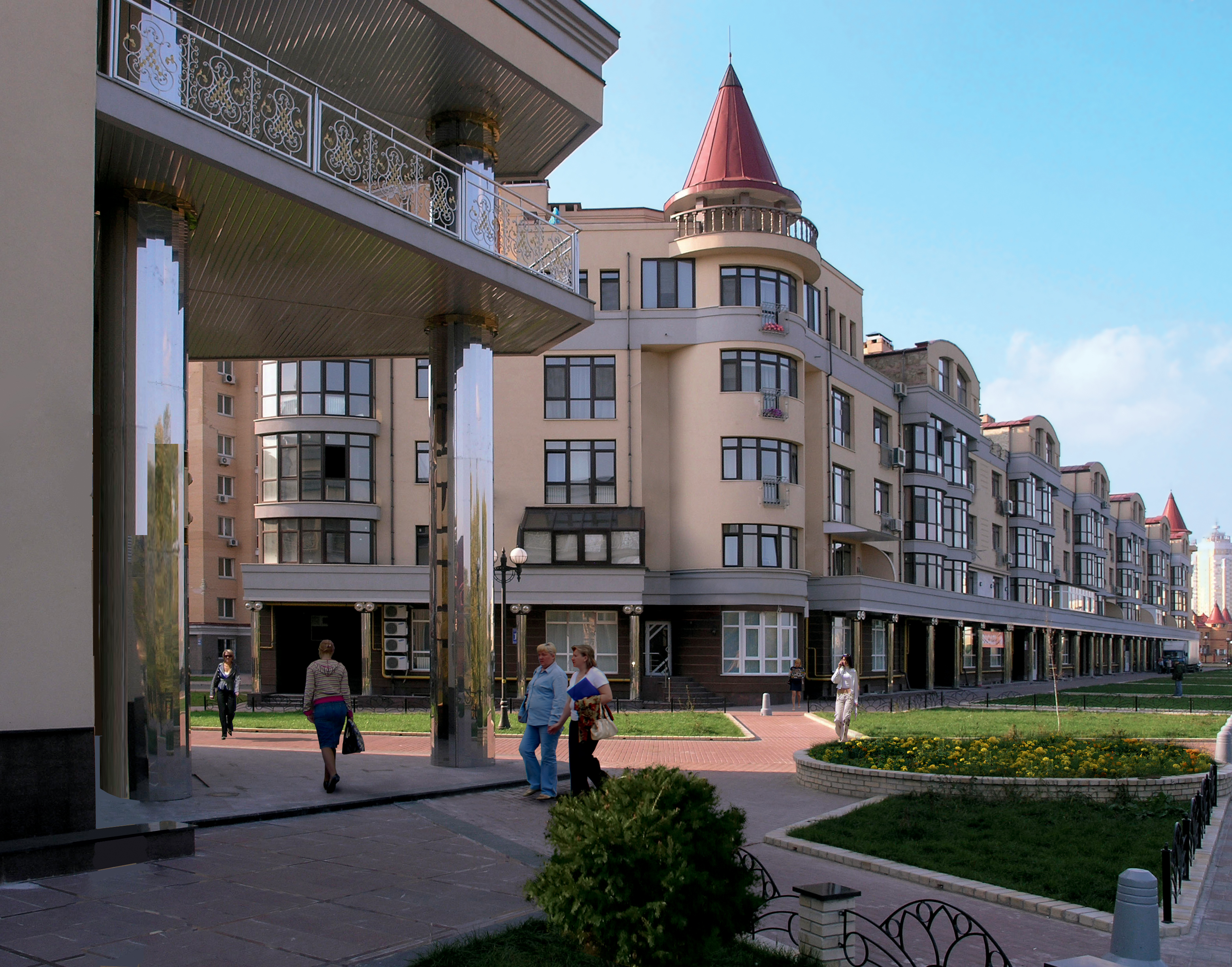
п'ятиповерхові будинки на набережній